# Радикальний абстракціонізм
Радикальний абстракціонізм (рос. «Радикальный абстракционизм») — серія друкованих робіт російського художника Авдія Тер-Оганьяна, створена 2004 року.

## Історія створення
Безпосереднім поштовхом до створення серії робіт «Радикальний абстракціонізм» 2004 року став висновок експертів у справі виставки «Осторожно, религия!»
Роботи з цієї серії експонувалися 2006 року в рамках виставки номінантів російської державної премії «Інновація».

## Бойкот виставки в Луврі Авдієм Тер-Оганьяном
У вересні 2010 року роботи Авдія Тер-Оганьяна з серії друкованих робіт «Радикальный абстракционизм» (2004) були виключені з програми виставки "Російський контрапункт" в Луврі. Зі слів представника Державного центру сучасного мистецтва Російської Федерації, роботи Тер-Оганьяна було вирішено не відправляти за кордон, оскільки вони "містять заклик до насильницької зміни конституційного ладу РФ, а також заклик, спрямований на розпалювання міжрелігійної ворожнечі та ненависті"
25 грудня 2010 року директор музею PERMM Марат Гельман заявив у своєму блозі, що художники Юрій Альберт, Андрій Монастирскій, Іґор Макарєвіч, Віталій Комар та ін. відмовляються брати участь у виставці в Луврі без Авдія Тер-Оганьяна. У зв'язку з цим питання участі Тер-Оганьяна можна вважати вирішеним.
Проте, вже 26 вересня Авдій Тер-Оганьян виступив з відкритим листом, в якому відмовився брати участь у виставці, якщо не буде виконано двох умов:
- Його роботи для виставки мають бути офіційно випущеними з Москви;
- Має бути подовжено російський паспорт художнику Олегу Мавроматті, що переслідується за статтею кримінального кодексу РФ, і якому грозить екстрадиція до Москви.

Тер-Оганьян в листі звернувся до всіх учасників виставки з проханням підтримати його позицію, бойкотуючи виставку на висунутих ним умовах.

## Серія «Радикальный абстракционизм»

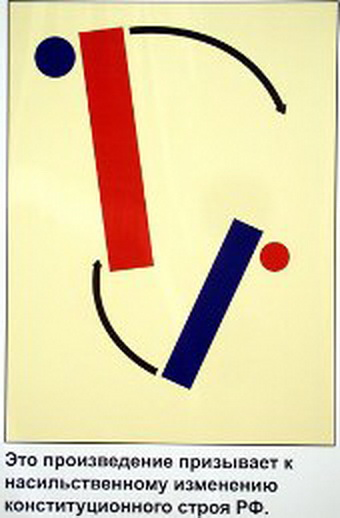
З проекту «Радикальный абстракционизм». 150×100, х/акр, 2004.
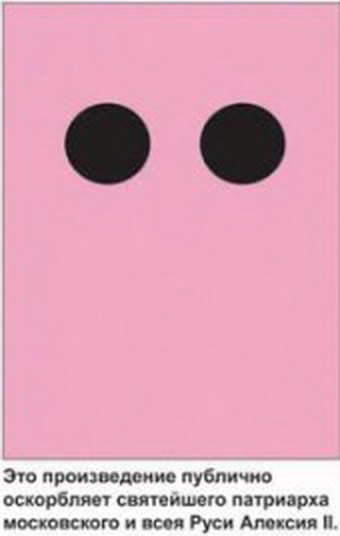
З проекту «Радикальный абстракционизм». 150×100, х/акр, 2004.
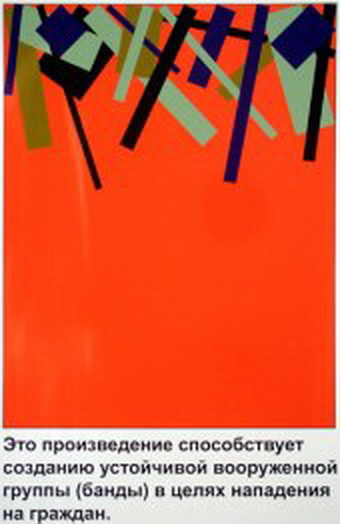
З проекту «Радикальный абстракционизм». 150×100, х/акр, 2004.
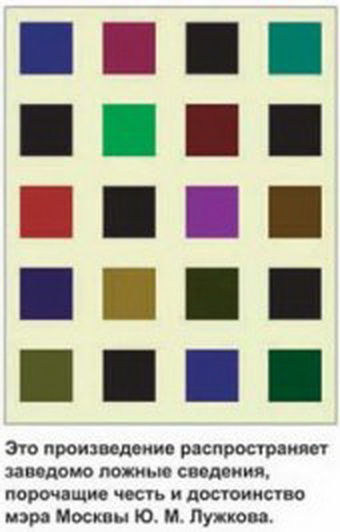
З проекту «Радикальный абстракционизм». 150×100, х/акр, 2004.
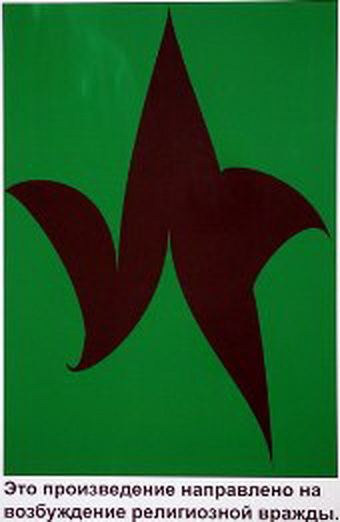
З проекту «Радикальный абстракционизм». 150×100, х/акр, 2004.
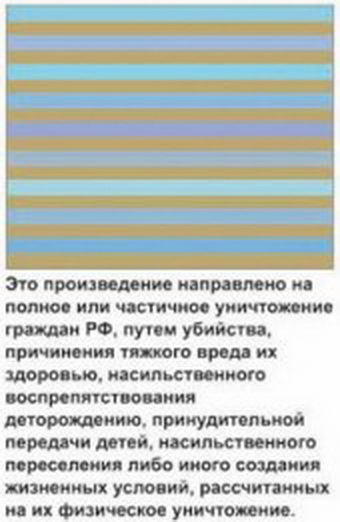
З проекту «Радикальный абстракционизм». 150×100, х/акр, 2004.
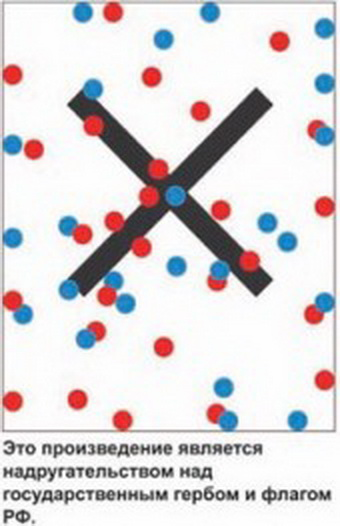
З проекту «Радикальный абстракционизм». 150×100, х/акр, 2004.
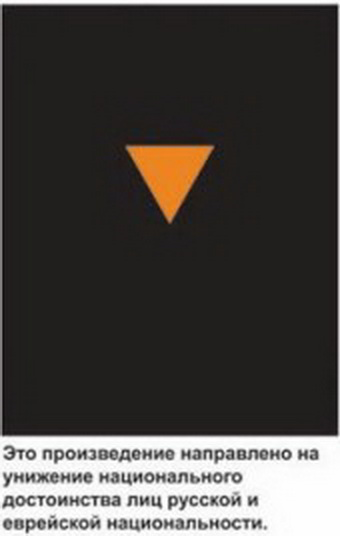
З проекту «Радикальный абстракционизм». 150×100, х/акр, 2004.
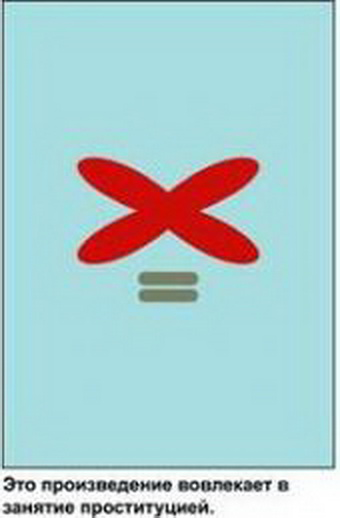
З проекту «Радикальный абстракционизм». 150×100, х/акр, 2004.
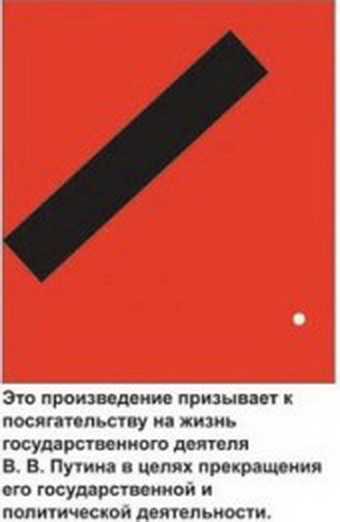
З проекту «Радикальный абстракционизм». 150×100, х/акр, 2004.
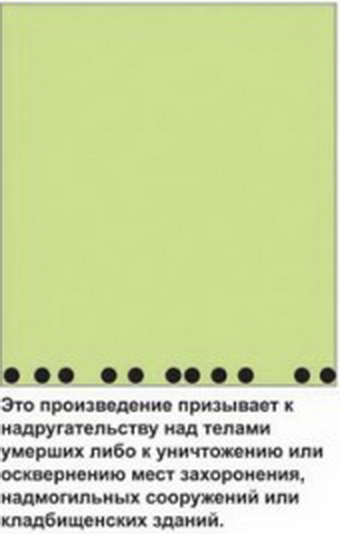
З проекту «Радикальный абстракционизм». 150×100, х/акр, 2004.
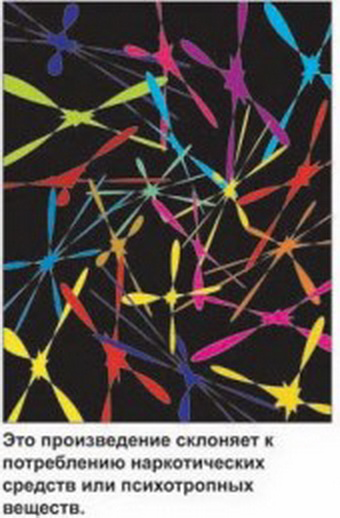
З проекту «Радикальный абстракционизм». 150×100, х/акр, 2004.
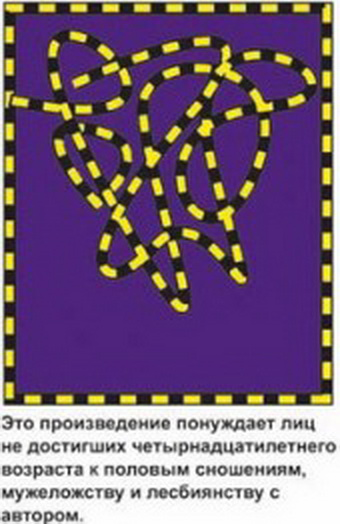
З проекту «Радикальный абстракционизм». 150×100, х/акр, 2004.
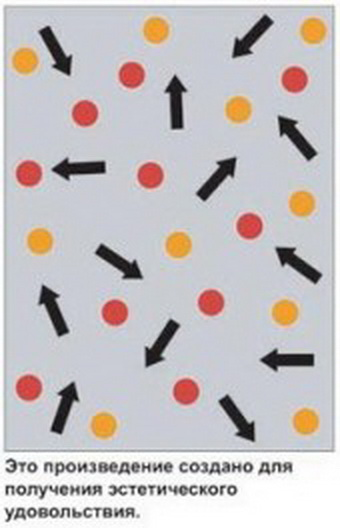
З проекту «Радикальный абстракционизм». 150×100, х/акр, 2004.